# Vengeance patriote
Pour les articles homonymes, voir VP.
Vengeance patriote (VP) est une organisation d'extrême droite française, fondée en 2018.
Formée sur le web par les vidéastes populaires Le Raptor dissident et Papacito sous le nom de « MonteUneÉquipe », l'organisation est reprise en 2019 par Lucas Sztandarowski, ancien membre de l'Action française. Ce dernier forme des militants au combat et au maniement des armes, avec le but affiché de pouvoir « prendre les choses en main » après l'« effondrement » de la République. Vengeance patriote regroupe 400 personnes, essentiellement en France, qui sont issues de mouvements variés de l'extrême droite, et dont certains membres se réclament du nazisme.
En 2021, à la suite d'une enquête préliminaire du parquet national antiterroriste, Lucas Sztandarowski est mis en examen, placé en détention provisoire pendant un an et demi, puis condamné à 5 ans d'emprisonnement pour « provocation par moyen de communication en ligne à un acte de terrorisme », « apologie publique d'actes de terrorisme » et « détention non autorisée d'armes et de munitions de catégorie B en récidive » (en récidive puisqu'il avait déjà été condamné pour « détention non autorisée d'armes de catégorie A » en 2020). Trois autres membres sont condamnés en 2023 pour « association de malfaiteurs terroriste » pour leur activité au sein de WaffenKraft, un groupe lié à Vengeance patriote.

## Historique

### Fondation
Vengeance patriote est fondé en 2018 sous le nom de « MonteUneÉquipe » par deux figures de la fachosphère présentes sur YouTube, Le Raptor dissident et Papacito. À partir d'avril 2018, ils diffusent leur projet dans une vidéo live hebdomadaire où ils appellent un jeune ayant créé son groupe militant afin de lutter contre « le déclin de l'Occident ». Ils se retrouvent cependant dépassés face à l'afflux de plusieurs centaines de jeunes nationalistes et, dès l'été 2018, ils quittent l'organisation.
En octobre 2018, le suprémaciste blanc Daniel  Conversano tente de récupérer MonteUneÉquipe pour sa propre organisation, Suavelos, qui porte une ligne plus radicale. Cela lui permet notamment de renforcer son antenne parisienne, qui se fait nommer Équipe Paris, puis Équipe communautaire Paris.

### Nouvelle direction
Le mouvement est relancé durant le printemps 2019 par une nouvelle direction portée par Lucas Sztandarowski, jusque là référent parisien. Il change le nom de l'organisation en Vengeance patriote, développe une stratégie politique et impulse une vague de recrutement, d'abord sur les forums de Jeuxvideo.com puis sur les réseaux sociaux. Il crée également une division féminine dirigée par sa compagne Léopoldine M.. Sous le pilotage de Lucas Sztandarowski, le groupe envisage désormais de rassembler toute l'extrême droite et de prendre le pouvoir après l'effondrement de la République pour faire face au « Grand Remplacement »,,. D'après un membre du groupe ayant témoigné en 2023 à un procès, mineur au moment des faits, « Lucas voulait créer un groupe appelé Vengeance patriote pour faire des ratonnades ».
Jusqu'à fin 2020, Vengeance patriote reste discrète et ne fait pas parler d'elle dans la presse. Elle fait l'objet d'une première enquête par StreetPress en 2020, puis par Next INpact en 2021.

### Enquête antiterroriste du Pnat
À la suite d'une enquête du Parquet national antiterroriste (Pnat) et de la mise en examen d'un homme proche de la mouvance d'ultra-droite et soupçonné de projets terroristes en janvier 2020, les enquêteurs antiterroristes découvrent l'organisation Vengeance patriote et le site haineux La Bibliothèque dissidente administré par Lucas Sztandarowski. Le Pnat ouvre une enquête préliminaire en avril 2021 pour association de malfaiteurs terroriste criminelle, qui est confiée à la DGSI et à la section de recherches de la gendarmerie de Paris,.
L'enquête préliminaire ne permet pas de déceler un projet d'attentat constitué. Elle aboutit à l'ouverture d'une information judiciaire pour « association de malfaiteurs terroriste » criminelle en décembre 2021, qui donne lieu à l'interpellation de Lucas Sztandarowski et Léopoldine M.. Si cette dernière est relâchée sans charges, Sztandarowski, lui, est mis en examen pour « provocation par moyen de communication en ligne à un acte de terrorisme », « apologie publique d'actes de terrorisme » et « détention non autorisée d'armes et de munitions de catégorie B en récidive ». En garde à vue, Lucas Sztandarowski nie toute velléité d'actions violentes et affirme ne pas savoir que son site est illégal. Quatre armes à feu sont découvertes à son domicile ; leur possession est illégale en raison d'une condamnation précédente pour détention illégale d'armes à feu. Il est placé en détention provisoire pendant un an et demi puis condamné à 5 ans d'emprisonnement en octobre 2024.

## Organisation

### Sections régionales et activités
StreetPress identifie 400 membres de Vengeance patriote répartis sur une trentaine de sections — dont certaines sont à l'étranger. Les sections locales de Vengeance patriote recrutent sur le web, via des forums Discord. En 2019, les sections régionales, appelées « gardes », sont dirigées par un chef et un bras droit, et peuvent se démarquer avec un logo et un salut qui leur sont propres.
Les membres se retrouvent régulièrement pour des entraînements au combat, que ce soit de boxe, d'arme blanche ou d'arme à feu. Ils ont pour objectif affiché de « nettoyer les rues de la racaille ». Plus concrètement, certains groupes participent à des collages, des services d'ordre de manifestations ou militent pour le Rassemblement national. Sur la toile, Vengeance patriote propose des stages d'arts martiaux mixtes, de maniement du couteau et de port d'armure.
Des militants de Vengeance patriote sont impliqués dans des agressions de journalistes. En 2020, certains d'entre eux s'en prennent au bar associatif de gauche La Barricade à Montpellier et se font remarquer lors de deux manifestations antiracistes Black Lives Matter à Paris.

### Direction
Vengeance patriote est dirigé par Lucas Sztandarowski, dit « Maître de Saint-Juste », qui est aussi le chef de la section parisienne. Il utilise comme pseudo Discord « naziepourlavie ». Originaire de Compiègne (Oise), il est né en 1995 et est un militant déçu de l'Action française. Il gère en parallèle la maison d'édition La Bibliothèque dissidente, qui publie des ouvrages censurés, signés par Joseph Goebbels, Benito Mussolini ou Brenton Tarrant — le terroriste néo-zélandais auteur des attentats de Christchurch —,, ou les ouvrages Les Carnets de Turner et Siege (1992), respectivement écrits par les néonazis américains William Luther Pierce et  James Mason,. Il est le traducteur de ces derniers. Plusieurs de ces ouvrages ont été retrouvés chez des hommes condamnés ou en procès pour entreprise terroriste.
Sous sa véritable identité, il est dirigeant de la société de LegalTech Ethernos Corporation, qu'il affirme avoir rejoint en 2017. En parallèle à d'autres activités dans le milieu de la cyberdéfense et du drop shipping, il est à l'origine d'une structure basée à Belize pratiquant l'optimisation fiscale,.
La condamnation du PNAT n'est qu'une parmi une liste d'infractions pénales. La première est jugée en 2020, 4 ans plus tôt, et consiste à une condamnation de 1000€ d'amende avec sursis pour « importation et détention non autorisée d'une arme de catégorie A ». Entre la fin de sa détention provisoire à l'été 2023 et sa condamnation au tribunal antiterroriste en octobre 2024, l'homme monte un nouveau serveur Discord accompagné d'une chaîne YouTube dédiés à l'occulte, appelés "Mystica", via lesquels il harcèle et terrorise des mineurs, qui déposent plaintes contre lui à l'été 2024. Il est condamné à 2 ans supplémentaires de prison dont 6 mois avec sursis et un suivi psychiatrique à la suite de cette enquête également en octobre 2024.
La compagne de Sztandarowski, Léopoldine M., une catholique traditionaliste née en 2001 qui utilise le pseudonyme de « Élisabeth de Saint-Juste », dirige la « division féminine » de l'organisation,. Elle affirme s'être mariée à Lucas Sztandarowski en 2019.

### Courroie vers d'autres formations
Les canaux Discord de MonteTonÉquipe puis de Vengence patriote servent aussi de recrutement à d'autres groupes de discussion et d'action. En 2023, la condamnation de quatre hommes pour association de malfaiteurs terroriste fait relever par la presse deux groupes qui en sont issus. Ils sont fondés par le même homme, mineur au moment des faits, surnommé Hocky et qui a tenté d'être référent de MonteUneÉquipe en Centre-Val-de-Loire : « Formation Oiseau noir » et « WaffenKraft ». Lucas Sztandarowski est membre du premier mais refuse de rejoindre le second dont l'idéologie est néonazie. Au sein du second, un entrainement aux armes à feu est organisé à l'été 2018, auquel Hocky et un autre membre de Vengeance patriote participent. Un troisième membre de WaffenKraft est l'auteur d'un livre publié par la Bibliothèque dissidente,.

## Idéologie
Au-delà du nationalisme et du patriotisme, les membres de Vengeance patriote ne se caractérisent pas par un corpus idéologique précis,. Le projet revendiqué par Lucas Sztandarowski est de rassembler toute l'extrême droite au-delà des obédiences. Les militants proviennent d'un large éventail de mouvements d'extrême droite,, dont le Rassemblement national, l'Action française, la Dissidence française ou les cercles sympathisants d'Henry de Lesquen. Un certain nombre d'entre eux se revendiquent ouvertement du nazisme,, quand son chef en est critique et demeure royaliste.
Croyant à la théorie raciste du Grand Remplacement et à un « effondrement inévitable » de la République, les militants de Vengeance patriote souhaitent se préparer physiquement à reprendre le pouvoir,. Ils développent une pensée « accélérationniste » selon laquelle il faudrait précipiter une guerre raciale pour sauver la race blanche, qui se traduit par leur publication en français de Siège (1992) du néonazi américain James Mason, présenté comme « l'ouvrage de référence d'Ironmarch et Atomwaffen Division »,,. Ils affirment suivre une « attitude survivaliste attentiste », ; dans une vidéo publiée sur YouTube en 2020, Lucas Sztandarowski affirme avoir donné à l'organisation « une dimension internationale, plus survivaliste et plus défensive » grâce à une formation « paramilitaire », et ce malgré le fait qu'elle soit composée « de gros bourgeois à la base ». Après avoir « démont[é] la République », il souhaite que ses hommes soient capables de « prendre les choses en main et faire ce qui doit être fait ».
Si leurs chefs nient que l'organisation soit raciste et se décrivent plutôt comme « assimilationnistes », une enquête menée par StreetPress en 2020 relève sur leurs forums web des « saillies racistes […] quotidiennes », ainsi que de nombreux messages mettant en avant le « Grand remplacement » ou de sympathie pour le régime nazi. La plate-forme Discord supprime leur forum en février 2020 pour apologie de la haine — le groupe se reporte sur le logiciel de messagerie crypté Riot. Vengeance patriote affirme avoir pris des mesures contre les propos racistes dans ses réseaux sur le web.
Le 19 janvier 2020, une trentaine de membres de Vengeance patriote participent à une manifestation contre la PMA et la GPA organisée à Paris par La Manif pour tous. Ils sont une dizaine le 10 octobre 2021.